# Marc Hornec
 (février 2008).
Si vous disposez d'ouvrages ou d'articles de référence ou si vous connaissez des sites web de qualité traitant du thème abordé ici, merci de compléter l'article en donnant les références utiles à sa vérifiabilité et en les liant à la section « Notes et références ».
Marc Hornec, dit « le Forain » (né en 1966), est l'un des principaux membres du clan Hornec, basé à Montreuil-sous-Bois en Seine-Saint-Denis. Cadet des frères Hornec, il est considéré par les forces de l'ordre et par la presse comme l'une des figures du milieu parisien et du grand banditisme. Il nie cette qualification.

## Biographie

### Arrestations
En 1997, Marc Hornec a été condamné à quatre ans d'emprisonnement, après la découverte d'environ 550 kg de haschisch dans un box loué à son nom.
Arrêté et emprisonné en décembre 2001, sa remise en liberté sous contrôle judiciaire par un juge des libertés et de la détention en février 2002 relance le débat sur la présomption d'innocence.
Le 5 juin 2008, le tribunal correctionnel d'Amiens l'a condamné à dix ans de prison pour association de malfaiteurs. Un de ses avocats, Me Jean-Yves Liénard, a aussitôt annoncé son intention de faire appel. Il sera condamné à 4 ans de prison en appel, à Créteil.

### Cavale de 2003
Au printemps 2003, un juge grenoblois découvre[réf. nécessaire] son implication présumée dans une agression à main armée commise dans la nuit du 9 au 10 décembre 2002 dans l'Isère. Lors de cette nuit, un commando de sept ou huit individus s'introduit au domicile d'un couple, menottent les occupants des lieux, et repartent en emportant des bijoux de valeurs et des diamants pour une valeur d'environ 60 000€.
En cavale, depuis le 14 août 2003, Marc Hornec est officiellement inscrit au fichier des personnes recherchées (le « FPR »), en vertu d'un mandat d'arrêt délivré le même jour par un juge de Grenoble. Sa présence est tour-à-tour signalée sur la Côte d'Azur, à Nice, à Menton, en Savoie, à Courchevel, ou encore à Paris.[réf. nécessaire]
Le 14 août 2003, un juge grenoblois délivre contre lui et sa compagne âgée de 36 ans, un mandat d'arrêt.
En mars 2004, Marc Hornec est finalement arrêté par les gendarmes d'élite du GIGN, avant d'être remis en liberté trois mois plus tard.
De nouveau recherché, il est de nouveau interpellé le 28 février 2008, avec son fils Frankie Hornec, 18 ans, recherché également pour une affaire de recel.
Il est remis en liberté en 2017, après huit mois de détention à la Maison d'arrêt de Bois-d'Arcy, où l'acteur Alain Delon, dont il est un ami, lui avait rendu visite.